# 도다촌 (지바현)
도다촌(戸田村)은 지바현 이치하라군에 존재해, 쇼와 시대의 대합병으로 폐지된 촌이다. 현재의 이치하라시 중부에 해당한다.

## 역사
- 1889년 4월 1일 - 정촌제 시행에 수반해 이치하라군 도다촌이 성립하였다.
- 1954년 11월 15일 - 우치다촌, 헤이산촌, 쓰루마이정, 우시쿠정과 합병해 난소정이 되어 소멸하였다.

## 교통

### 철도
- 고토나미 철도
  - 고타나미 철도선

## 참고문헌
- 小沢治郎左衛門『上総国町村誌 第一編』1889年。NDLJP:763698。
- 千葉県市原郡教育会『千葉県市原郡誌』千葉県市原郡、1916年。NDLJP:951002。
- 『明治22年千葉県町村分合資料 七 市原郡町村分合取調』1889年。

## 관련링크
- 『千葉県市原郡誌』第二部 町村誌「戸田町」 NDLJP:951002/556
- 千葉県市原郡戸田村 (12B0090005) - 歴史的行政区域データセットβ版